# Spiloxene trifurcillata
Spiloxene trifurcillata är en enhjärtbladig växtart som först beskrevs av Gert Cornelius Nel, och fick sitt nu gällande namn av Henry Georges Fourcade. Spiloxene trifurcillata ingår i släktet Spiloxene och familjen Hypoxidaceae. Inga underarter finns listade i Catalogue of Life.